# Hulet Ej Enese
Hulet Ej Enese är ett distrikt i Etiopien. Det ligger i den centrala delen av landet, 270 km norr om huvudstaden Addis Abeba.